# Первая республика (Мальдивы)
Первая республика — форма государственного правления, установившаяся на островах Мальдивского архипелага по результатам конституционного референдума, проведённого в 1952 году.
В 1953 году была принята Конституция, согласно которой на Мальдивах впервые провозглашалась президентская республика, учреждались двухпалатный парламент и должность генерального прокурора.
Пост президента получил Мохамед Амин. Однако спустя год нахождения его в данной должности при активном участии вице-президента Ибрахима Мухаммада произошла смена власти. Эпоха первой республики подходила к концу.
В ходе очередного референдума, проведённого в 1953 году, в 1954 году к власти пришёл султан Мухаммед Фарид Диди, избранный Народным меджлисом. 7 марта того же года он обнародовал новую Конституцию.